# Ruben Miguel Nunes Vezo
Ruben Miguel Nunes Vezo (Setúbal, Portugal, 25 d'abril de 1994), més conegut com a Ruben Vezo, és un futbolista portuguès que juga com a defensa central a l'Olympiakos FC.

## Carrera

### Vitória Setúbal
Nascut a Setúbal, Vezo va començar la seua carrera en les categories inferiors del Vitória Setúbal a l'edat de 15 anys. Va ser incorporat a la primera plantilla per a la temporada 2013/14 i el 18 d'agost de 2013 va fer el seu debut en la màxima categoria en una derrota 1-3 enfront del Porto.
Va començar la temporada jugant els 90 minuts en cada partit malgrat la seua curta edat (19 anys), i això va fer que diversos equips es fixaren en ell, entre ells el València Club de Futbol que buscava un defensor amb projecció.

### València CF
El 4 de novembre de 2013 Vezo va signar un contracte per 5 temporades amb el València Club de Futbol de la Primera Divisió espanyola a canvi d'1,5 milions d'euros pel Vitória Setúbal. El director esportiu Braulio Vázquez seguia els seus passos des de fa temps, i Jorge Mendes va avalar el seu fitxatge malgrat no ser el representant del futbolista. El club necessitava un nou defensor després de la precipitada marxa d'Adil Rami a l'AC Milan. Vezo no va poder fer el seu debut amb l'equip valencianista fins a gener de 2014, per la qual cosa va romandre jugant en el Vitória Setúbal fins llavors i finalment el 31 de desembre de 2013 va ser oficialment presentat com a nou futbolista del València CF.
Va disputar els seus primers minuts com a valencianista vestint el dorsal 3 el 8 de febrer de 2014 en la trobada de la jornada 23 a Mestalla entre el València i el Reial Betis (5-0), entrant en minut 81 en substitució del també debutant Phillipe Senderos. Dues jornades després, el 23 de febrer, va disputar el seu primer partit complet amb l'equip valencianista i va aconseguir marcar el seu primer gol, que a més donava el triomf en l'últim minut de la trobada pel València davant el Granada (2-1) a Mestalla. No va gaudir de moltes participacions la resta de la temporada, però quan va participar va complir amb sorprenent seguretat i cometent molt pocs errors.
Durant l'estiu de 2014 va fer la pretemporada amb el nou València de l'entrenador Nuno Espírito Santo i va destacar com a parella del central argentí Otamendi, la qual cosa va fer a Vezo començar la temporada com a titular, en estar en millor forma física que el recent campió del món l'alemany Mustafi. Després de la recuperació física del central alemany, Vezo va sortir de l'onze titular, si bé les seues bones actuacions li van fer valdre la internacionalitat absoluta amb Portugal.

### Llevant UE
En el mercat d'hivern de la temporada 2018-2019 va arribar cedit al Llevant UE fins a final de temporada.

## Selecció
El 18 de novembre de 2013 va estar en la convocatòria de la selecció sub-21 de Portugal, en el partit que va disputar enfront del combinat d'Israel en l'estadi Hamoshava de Petah Tikva (Israel), classificatori per al proper campionat d'Europa de la categoria, amb victòria portuguesa per 3-4.
A l'abril de 2014 va ser convocat per la selecció sub-20 per disputar el Torneig Esperances de Toulon del 21 de maig a l'1 de juny en la 42a edició del torneig.
Després de l'estiu de 2014, en el qual va aconseguir la titularitat en el València, va ser convocat per primera vegada per Paulo Bento per a la Selecció Absoluta per al partit de fase de classificació per l'Eurocopa 2016 enfront d'Albània.